# ГЕС Дахуашуй
ГЕС Дахуашуй (大花水水电站) — гідроелектростанція у центральній частині Китаю в провінції Ґуйчжоу. Знаходячись перед ГЕС Gélǐqiáo, входить до складу каскаду на річці Qingshui, правій притоці Уцзян (великий правий доплив Янцзи).
В межах проекту річку перекрили бетонною арковою греблею висотою 135 метрів, довжиною 288 метрів та шириною по гребеню 7 метрів. Вона утримує водосховище з об'ємом 276,5 млн м3, в якому припустиме коливання рівня поверхні у операційному режимі між позначками 845 та 868 метрів НРМ (під час повені рівень може зростати до 871,4 метра НРМ).
Від греблі через лівобережний гірський масив прокладено дериваційний тунель довжиною 5,4 км. Він транспортує ресурс для двох турбін типу Френсіс потужністю по 100 МВт, які забезпечують  виробництво 734 млн кВт-год електроенергії на рік.